# Vicente Ballester Martínez
Vicente Ballester Martínez (Castellón de la Plana, España, 20 de junio de 1980) es un ex ciclista español. Su residencia habitual es la localidad de Onda (Castellón).

## Biografía
Debutó como profesional en el año 2004 con el equipo Comunidad Valenciana. Durante los tres años de participación en este equipo tuvo actuaciones irregulares debido a varios problemas. Su primer año de profesional estuvo prácticamente sin competir profesionalmente debido a problemas con la obtención de la licencia UCI. El segundo año en este equipo lo pasó en blanco debido a una intervención quirúrgica de hernia discal que le mantuvo alejado de la actividad deportiva.
A principios del año 2006 estuvo implicado en la Operación Puerto junto con el resto de corredores el equipo Comunidad Valenciana. Eufemiano Fuentes, en una entrevista al programa radiofónico el larguero, afirmó que no conocía de nada a los ciclistas Alberto Contador y Vicente Ballester y que no sabía porque figuraban en la Operación Puerto. Más adelante, fue absuelto judicialmente junto con el resto de corredores del equipo Comunidad Valenciana.
En el año 2007, debido a la desaparición del Comunidad Valenciana (antiguo equipo ciclista Kelme), se fue al equipo ciclista Fuerteventura-Canarias Team, donde compitió hasta la desaparición de dicho equipo de forma profesional a finales de ese mismo año.

## Palmarés
2007
- Criterium Internacional de Corralejo, celebrado el 7 de diciembre de 2007.[4]
- Tercera posición en la Clásica de Almería de 2007.[5][6]
- Sprints especiales en la Clásica de Almería.[7]

## Equipos
- Comunidad Valenciana (2004-2006)
- Fuerteventura-Canarias Team (2007)